# Chuggaaconroy
 (février 2023).
 (février 2023).
La mise en forme du texte ne suit pas les recommandations de Wikipédia : il faut le « wikifier ».
Les points d'amélioration suivants sont les cas les plus fréquents. Le détail des points à revoir est peut-être précisé sur la page de discussion.
- Les titres sont pré-formatés par le logiciel. Ils ne sont ni en capitales, ni en gras.
- Le texte ne doit pas être écrit en capitales (les noms de famille non plus), ni en gras, ni en italique, ni en « petit »…
- Le gras n'est utilisé que pour surligner le titre de l'article dans l'introduction, une seule fois.
- L'italique est rarement utilisé : mots en langue étrangère, titres d'œuvres, noms de bateaux, etc.
- Les citations ne sont pas en italique mais en corps de texte normal. Elles sont entourées par des guillemets français : « et ».
- Les listes à puces sont à éviter, des paragraphes rédigés étant largement préférés. Les tableaux sont à réserver à la présentation de données structurées (résultats, etc.).
- Les appels de note de bas de page (petits chiffres en exposant, introduits par l'outil «  Source ») sont à placer entre la fin de phrase et le point final[comme ça].
- Les liens internes (vers d'autres articles de Wikipédia) sont à choisir avec parcimonie. Créez des liens vers des articles approfondissant le sujet. Les termes génériques sans rapport avec le sujet sont à éviter, ainsi que les répétitions de liens vers un même terme.
- Les liens externes sont à placer uniquement dans une section « Liens externes », à la fin de l'article. Ces liens sont à choisir avec parcimonie suivant les règles définies. Si un lien sert de source à l'article, son insertion dans le texte est à faire par les notes de bas de page.
- La présentation des références doit suivre les conventions bibliographiques. Il est recommandé d'utiliser les modèles {{Ouvrage}}, {{Chapitre}}, {{Article}}, {{Lien web}} et/ou {{Bibliographie}}. Le mode d'édition visuel peut mettre en forme automatiquement les références.
- Insérer une infobox (cadre d'informations à droite) n'est pas obligatoire pour parachever la mise en page.

Pour une aide détaillée, merci de consulter Aide:Wikification.
Si vous pensez que ces points ont été résolus, vous pouvez retirer ce bandeau et améliorer la mise en forme d'un autre article.
Emiliano Rodolfo Rosales-Birou (né le 8 avril 1990), également connu sous le nom d'Emile Rosales et mieux connu sous son pseudonyme en ligne Chuggaaconroy, est un YouTuber américain, personnalité Internet et Let's Player,,.
Membre fondateur de la chaîne YouTube Let's Play collaborative de The Runaway Guys, il est surtout connu pour ses vidéos de présentation complètes sur divers jeux vidéo sortis sur les plateformes Nintendo.

## Vie privée
Emiliano Rodolfo Rosales-Birou naît le 8 avril 1990. Il est originaire de Phoenix, en Arizona. Il réside à Atlanta, en Géorgie, depuis 2019.
Il est membre du site de fans de la communauté de jeux vidéo EarthBound Starmen.net à l'adolescence, où il a rencontré son collègue créateur de contenu et collaborateur Stephen Georg ; Georg avait mentionné comment Rosales-Birou l'avait initié au genre Let's Play et l'avait inspiré à créer sa propre chaîne de jeux,.

## Carrière YouTube

### Histoire (2008-présent)
Rosales-Birou a créé son compte YouTube le 26 juillet 2006 sous le pseudonyme de "Chuggaaconroy", un nom qu'il utilise comme pseudonyme en ligne depuis son enfance. Il a d'abord été inspiré pour faire des Let's Plays par des personnalités telles que Jonathan "Proton Jon" Wheeler, un Let's Player issu des forums Something Awful et futur membre fondateur de The Runaway Guys,. Le 26 mars 2008, il a mis en ligne sa première série Let's Play couvrant le jeu de rôle SNES EarthBound sur YouTube, ajoutant des commentaires sur la conception sonore et artistique du jeu,. Il téléchargera plus tard des vidéos Let's Play sur les autres jeux de la série Mother.
En juillet 2010, le compte YouTube de Rosales-Birou a été suspendu en raison de fausses revendications de droits d'auteur, mais a été restauré en août,. Peu de temps après l'incident, il a obtenu un partenariat YouTube avec The Game Station (maintenant appelé Polaris), un sous-réseau de Maker Studios. La chaîne de Rosales-Birou a gagné en popularité car ses vidéos de gameplay étaient souvent recommandées sur les suggestions de YouTube, et il est depuis devenu un créateur Let's Play sur YouTube en tant qu'emploi à temps plein ; en 2014 , The Atlantic a cité Rosales-Birou comme exemple d'un Let's Player vivant des vidéos de jeux. Nintendo avait initialement ciblé et revendiqué plusieurs des vidéos de Rosales-Birou parce qu'elles contenaient des images de leurs jeux, entraînant une diminution temporaire de ses revenus publicitaires, mais a ensuite cessé de le faire,.
Sur sa chaîne YouTube principale, Rosales-Birou a produit plus de 40 séries de jeux Let's Play en solo, principalement exclusifs aux consoles Nintendo, tels que EarthBound, Paper Mario: The Thousand-Year Door, Pikmin, Super Luigi Galaxy,  The Legend of Zelda: Majora's Mask, Pokémon Emerald, Super Paper Mario, Super Mario 64 DS, Animal Crossing: New Leaf,, Xenoblade Chronicles,, et Splatoon .
En 2018, Rosales-Birou a refait sa série EarthBound Let's Play à l'occasion du dixième anniversaire de la création de sa chaîne YouTube, détaillant des anecdotes et des connaissances inédites sur le jeu. Il avait précédemment exprimé son intérêt à refaire la série, estimant qu'il "aurait pu faire un meilleur travail maintenant". Cependant, en juin 2021, plusieurs des vidéos EarthBound de Rosales-Birou ont été revendiquées par Content ID puis bloquées dans le monde entier par Sony, car la société détient les droits de distribution de la bande originale de la série Mother.
En 2021, la série Let's Play de Rosales-Birou sur Xenoblade Chronicles 2 a coïncidé avec l'annonce des personnages Pyra et Mythra en tant que combattants DLC dans Super Smash Bros. Ultimate, marquant la deuxième fois qu'un personnage Xenoblade était annoncé pour Super Smash Bros. lors de ses vidéos Let's Play simultanées sur la série.

### Commentaire et style vidéo
Les vidéos de jeu de Rosales-Birou ont été classées dans le genre des procédures pas à pas et ont été décrites comme à la fois divertissantes et informatives,. Contrairement aux autres chaînes Let's Play, son contenu se concentre sur des images de jeux Nintendo plusieurs années après leurs dates de sortie initiales, principalement des titres auxquels il a joué de nombreuses fois auparavant. Au cours de ses vidéos de jeu, Rosales-Birou tente de montrer tous les aspects de chaque jeu individuel auquel il joue à 100 %, y compris chaque élément, bataille de boss, quête parallèle et œuf de Pâques possibles. Rosales-Birou commente de manière informative dans ses vidéos dans le but de guider les téléspectateurs pour terminer le jeu eux-mêmes. Par exemple, dans sa série Pokémon Emerald, il discute de diverses stratégies et techniques viables pour assurer un succès optimal dans le jeu, et dans sa deuxième série EarthBound, il a présenté un problème particulier dans le jeu impliquant la tente située à Threed, l'un des villes présentées dans le jeu. À cet égard, ses vidéos de gameplay fonctionnent comme des procédures pas à pas informatives avec la prémisse de guider les joueurs à travers chaque aspect du jeu spécifique auquel il joue ; Ryan Rigney du magazine Wired a noté que Rosales-Birou "possède une connaissance quasi encyclopédique des jeux auxquels il joue et distribue de manière fiable des quantités d'informations obscures pendant qu'il joue".
Malgré leur nature informative, les vidéos de Rosales-Birou emploient souvent des moments humoristiques dans son gameplay, comme l'échec occasionnel ou la mort dans un niveau et les retours en arrière ultérieurs. Ses vidéos ont également été décrites comme nostalgiques et réfléchies, car il raconte souvent des anecdotes personnelles sur ses expériences avec les jeux auxquels il joue,.

### The Runaway Guys
The Runaway Guys est une chaîne collaborative Let's Play formée par Rosales-Birou, Jonathan Wheeler (Proton Jon) et Timothy Bishop (NintendoCapriSun),,. Le groupe s'enregistre en train de jouer à divers jeux vidéo multijoueurs tels que New Super Mario Bros. Wii, Mario Party, Kirby & the Amazing Mirror et Wheel of Fortune,,.
En plus de leurs vidéos, The Runaway Guys ont également créé l'événement "Thrown Controllers", un jeu télévisé en direct qui se concentre sur les anecdotes et les défis du jeu vidéo. L'événement a été diffusé sur de nombreuses conventions de jeu telles que PAX, Magfest et Momocon,.
Le groupe a également réalisé des diffusions en direct de jeux pour des œuvres caritatives, hébergeant le flux "The Runaway Guys Colosseum" pour l'organisation à but non lucratif Direct Relief . Les invités qui ont collaboré avec le groupe sur le flux incluent les personnalités de YouTube Tom Fawkes, MasaeAnela, JoshJepson et FamilyJules,,.

## Autres travaux
En 2014, Rosales-Birou est apparu dans un épisode de Did You Know Gaming? pour expliquer des anecdotes sur la franchise EarthBound,. Il avait également collaboré avec YouTuber TheJWittz dans une vidéo discutant des théories sur le personnage Pokémon Giovanni de Team Rocket.
En 2012, il est apparu dans un épisode de The Game Station Podcast hébergé par le joueur YouTube britannique TotalBiscuit.
En juin 2022, Rosales-Birou a assisté à l'événement Games Done Quick Summer Games Done Quick et a servi de commentateur de canapé pour un speedrun de Xenoblade Chronicles 2: Torna - The Golden Country par le célèbre coureur de vitesse Enel.

## Réputation
Les vidéos Let's Play de Rosales-Birou ont été bien accueillies. Jennifer O'Connell de l'Irish Times a noté le contenu de Rosales-Birou comme une alternative familiale aux chaînes de jeux YouTube plus vulgaires, et Noel Murray du New York Times l'a cité comme exemple d'un YouTuber "moins intéressé par le personnel". branding qu'à partager leur (son) enthousiasme." Stephen Adegun de Reporter avait fait l'éloge de son contenu pour sa nature informative, déclarant que "en regardant l'une de ses séries de parties, les téléspectateurs peuvent sans aucun doute repartir après avoir appris quelque chose de nouveau sur le jeu, même s'ils en savaient déjà beaucoup Il est également apparu dans diverses listes des meilleures chaînes YouTube de jeux,,".
Le nom de la chaîne YouTube de Rosales-Birou a été présenté comme code de triche pour le jeu Metroidvania 2019 Bloodstained: Ritual of the Night, aux côtés d'autres personnalités Internet de premier plan,. En 2020, sa série Super Mario Sunshine a été répertoriée comme l'un des dix meilleurs mèmes du jeu après la sortie de Super Mario 3D All-Stars.
La chaîne YouTube de Rosales-Birou a atteint 1 million d'abonnés et 760 millions de vues en 2015, et compte plus de 1,2 million d'abonnés et 1,1 milliard de vues en 2022,.